# Cheilosia rakurakuensis
Cheilosia rakurakuensis är en tvåvingeart som beskrevs av Tokuichi Shiraki 1930. Cheilosia rakurakuensis ingår i släktet örtblomflugor, och familjen blomflugor.
Artens utbredningsområde är Taiwan. Inga underarter finns listade i Catalogue of Life.